# Vladimir Nikitin (pugile)
Vladimir Olegovič Nikitin (in russo Владимир Олегович Никитин?; Verchnjaja Maksakovka, 22 marzo 1990) è un pugile russo.

## Palmarès

### Olimpiadi
- 1 medaglia:
  - 1 bronzo (Rio de Janeiro 2016 nei pesi gallo)

### Mondiali dilettanti
- 1 medaglia:
  - 1 argento (Almaty 2013 nei pesi gallo)

### Europei dilettanti
- 1 medaglia:
  - 1 bronzo (Minsk 2013 nei pesi gallo)